# Kosuke Endo
Pas d'image ? Cliquez ici

a Compétitions nationales et continentales officielles uniquement.

b Matchs officiels uniquement.
Dernière mise à jour le 22 septembre 2016.
Kōsuke Endō (遠藤 幸佑, Endō Kōsuke), né le 11 novembre 1980 à Nakashibetsu (Hokkaidō au Japon), est un joueur de rugby à XV, qui joue avec l'équipe du Japon évoluant au poste d'ailier (1,86 m pour 90 kg).

## Carrière

### En club
- 2003-2015 : Toyota Verblitz, Top League (Japon).

### En équipe nationale
Il a eu sa première cape internationale le 4 juillet 2004, à l’occasion d’un match contre l'équipe d'Italie. Il est revenu en équipe nationale en 2006 et y est resté un joueur régulièrement selectionné jusqu'en 2011. Pendant la Coupe du monde de rugby à XV 2007il a marqué un essai spectaculaire contre le Pays de Galles au Millennium Stadium de Cardiff,,.

## Palmarès

### En équipe nationale
Au 20/10/2011 :
- 41 sélections avec  l'équipe du Japon.
- 18 essais (90 points)
- Sélections par année : 1 en 2004, 7 en 2006, 9 en 2007, 6 en 2008, 2 en 2009, 9 en 2010, 7 en 2011.
- En coupe du monde :
  - 2007 : 3 sélections (Fidji, pays de Galles, Canada), 10 points (2 essais)
  - 2011 : 3 sélections (France, Tonga, Canada), 5 points (1 essai)